# Bernhard Molique
Wilhelm Bernhard Molique (Norimberga, 7 ottobre 1802 – Stoccarda, 10 maggio 1869) è stato un violinista e compositore tedesco.

## Biografia
Nato in una famiglia musicale, già allievo di Ludwig Spohr nella sua città natale, studiò successivamente a Monaco di Baviera sotto la guida del virtuoso bergamasco Pietro Rovelli, a cui subentrò nel 1821 come primo violino dell'orchestra di corte. Lì conobbe il flautista Theobald Böhm, con il quale suonò molta musica da camera e rimase legato da amicizia. Prima di questo incarico fu per qualche tempo a Vienna nell'orchestra del Theater an der Wien.
Dopo il matrimonio nel 1825 con l'attrice Anna Maria Wanney (1805-1882), nel 1826 venne chiamato a Stoccarda come direttore musicale e primo violino dell'orchestra di corte. Negli anni trascorsi a Stoccarda si affermò come personalità influente nel panorama musicale nazionale, e la sua casa fu spesso ritrovo di artisti. Tra questi il giovane Hans von Bülow, futuro celebre direttore d'orchestra, che fu molto legato alla famiglia e che Molique prese sotto la sua ala.
Negli anni che seguirono si esibì spesso in tournée in Francia, Russia ed Inghilterra. Fu un apprezzato violinista, tanto da guadagnarsi le lodi di Hector Berlioz.
Preoccupato dalle crescenti tensioni socio-politiche, si stabilì a Londra dal 1849 al 1866, dove ottenne nel 1861 una cattedra di composizione alla Royal Academy of Music. Tra le sue frequentazioni in Inghilterra ricordiamo specialmente il pianista e direttore Charles Hallé.
Rientrato in patria, trascorse gli ultimi anni a Bad Cannstatt, oggi un quartiere di Stoccarda.

## Produzione musicale
Se il Molique violinista ricevette una circostanziata educazione, il Molique compositore per certo operò da autodidatta. La sua musica risente dell'influenza di Mozart, Beethoven, Mendelssohn e del collega Louis Spohr, e rimase estranea alle pressioni del romanticismo di Berlioz e della  Neudeutsche Schule.
Sono una settantina le opere catalogate come sue, oggi pressoché cadute nell'oblio. Di queste sono particolarmente apprezzati i concerti solistici, come il Concertino per oboe, spesso suonato da Heinz Holliger, quello per violoncello e i vari per violino.
Fu autore anche di molta musica da camera (fra cui diversi quartetti per archi).

## Composizioni

### Musica orchestrale
- Concertino in Fa minore per violino e orchestra, op. 1
- Concerto per violino e orchestra no. 1 in Mi maggiore, op. 4 (pubblicato nel 1830)
- Concerto per violino e orchestra no. 2 in La maggiore, op. 9 (pubblicato nel 1833)
- Concerto per violino e orchestra no. 3 in Re minore, op. 10
- Concerto per violino e orchestra no. 4 in Re maggiore, op. 14 (pubblicato nel 1839)
- Concerto per violino e orchestra no. 5 in La minore, op. 21
- Concerto per violino e orchestra no. 6 in Mi minore, op. 30
- Concerto per violoncello e orchestra, op. 45 (pubblicato nel 1854)
- Concerto per flauto e orchestra, op. 69
- Concertino per clarinetto e orchestra
- Concertino per oboe e orchestra
- Fandango per violino e orchestra, op. 60 in La minore

### Musica da camera
- Quartetti per archi op. 16 e 17
- 3 Quartetti per archi op. 18
- Trio concertante per pianoforte, violino e violoncello, op. 27
- Quartetto per archi in Fa minore, op. 28
- Quintetto per flauto, violino, due viole e violoncello, op. 35
- Quartetto per archi in Si bemolle, op. 42 (pubblicato nel 1854)
- Quartetto per archi in La minore, op. 44 (pubblicato da Kistner of Leipzig nel 1853)
- Sonata per concertina e pianoforte, op. 57 (1857)
- Trio per pianoforte, violino e violoncello in Fa, op. 52 (pubblicato nel 1858)
- Quartetto per pianoforte ed archi in Mi bemolle, op. 71 (pubblicato postumo nel 1870)

### Musica sacra
- Abraham op. 65, oratorio
- Messa in Fa minore, op. 22 (pubblicata nel 1846)